# Williston
Williston je město ve Spojených státech amerických na severozápadě státu Severní Dakota. Je sídlem Williams County. Leží v oblasti Velkých planin na břehu velké vodní nádrže Lake Sakakawea a severovýchodně od vtoku řek Missouri a Yellowstone do nádrže. Město s okolím obsluhuje mezinárodní letiště Sloulin Field International Airport.
Od roku 2008 je Williston hlavním městem ropného rozmachu v Severní Dakotě, protože leží uprostřed Bakkenovy formace, z níž umožnily těžit ropu nové technologie hydraulického štěpení. Těžba ropy způsobila masivní nárůst populace, který s sebou ale také přináší problémy, především nedostatek ubytovacích kapacit, což má za důsledek velmi vysoké ceny nemovitostí, a zvýšenou míru kriminality. Podle článku z roku 2014 měl Williston nejvyšší nájmy v celých Spojených státech. Mnoho lidí je tak nuceno bydlet v obytných vozech a jiných přechodných formách ubytování, ale nové domy se rychle staví, aby uspokojily poptávku.

## Demografie
Podle sčítání lidu z roku 2010 zde žilo 14 716 obyvatel, skutečný počet však byl pravděpodobně vyšší, protože nebyli počítáni lidé využívající dočasné ubytování. V září 2011 starosta odhadoval počet obyvatel na 20 000, v roce 2014 to bylo již 30 000.

### Rasové složení
- 92,6 % Bílí Američané
- 0,3 % Afroameričané
- 3,3 % Američtí indiáni
- 0,3 % Asijští Američané
- 0,0 % Pacifičtí ostrované
- 0,4 % Jiná rasa
- 3,0 % Dvě nebo více ras

Obyvatelé hispánského nebo latinskoamerického původu, bez ohledu na rasu, tvořili 2,2 % populace.